# Ni bad om det
Ni bad om det, svensk humor-TV-serie som sändes i SVT med 14 avsnitt under januari till april 1994. Huvudförfattare av manus var Staffan Fredén och John Eje Thelin där inslag även skrevs av bland andra Fredrik Lindström, Hasse Pihl, Klas Danielsson, Johan Wester och Anders Jansson.
Programmet handlade om den kaotiska inspelningen av ett tv-program med titeln Ni bad om det, som skulle ha sänts 1965.. 
Programmet i programmet gick ut på att tittarna skickat mer eller mindre underliga frågor som besvarades med klipp ur det amerikanska underhållningsprogrammet You Asked For It (där man genom att byta ut ljud och speakerröst gett inslaget en annan mening än vad det ursprungligen hade).
Signaturmelodin Ni bad om det med Bo Kaspers Orkester gavs ut som CD-singel.

## Medverkande
- Programledaren Lukas Berndtz, en egotrippad ung stjärna spelad av Robert Gustafsson
- Den kvinnliga programledarassistenten Susanne Kühl spelades av Lena T. Hansson
- Den stressade och disträe producenten Jan Ossian Rodelius, spelad av Jonas Hallberg
- Det coola jazziga husbandet Bo Kaspers Orkester (spelade av sig själva)

Mycket av programmet kretsade kring programledarens försök att stöta på Lill-Babs, assistentens tafatta försök att intressera programledaren samt producentens mer eller mindre lyckade försök att få ordning på inspelningen.